# John Alexander Tilleard
John Alexander Tilleard (né vers 1850, mort le 22 septembre 1913) est un avocat-conseil britannique, connu comme le philatéliste qui a aidé le roi George V à constituer sa collection, devenue la Collection philatélique royale.

## Biographie
John Tilleard est un solicitor, avocat-conseil, exerçant dans la Cité de Londres. Il consacre ses loisirs à la collection de timbres-poste. Il est un spécialiste des timbres de l'Île-du-Prince-Édouard et des Indes britanniques. Pour ces derniers, il publie Notes on the De La Rue Series of Adhesive Postage Stamps and Telegraph Stamps of India en 1896.
Membre de la Philatelic Society, London dont il est secrétaire honoraire de 1894 à 1913, il est à l'origine de l'élection en 1890 à la présidence honoraire du philatéliste Alfred, duc d'Édimbourg, frère du futur roi Édouard VII et de l'adhésion du fils d'Édouard, le prince George, duc d'York en 1893.
Sur l'initiative du duc d'Édimbourg, Tilleard rencontre le duc d'York le 28 février 1893 pour lui servir de conseiller et l'aider à gérer sa collection philatélique. Dès 1893, il vend sa collection pour s'occuper d'enrichir celle du prince. Cette relation d'amitié, d'acquisitions et d'expositions philatéliques va durer jusqu'à la mort de Tilleard et occuper de longs moments de la vie des deux hommes : le biographe Harold Nicolson signale qu'il fut admis que Tilleard était plus souvent vu au palais du prince que Tanner, chargé de l'enseignement légal et constitutionnel du roi.
En 1903, Tilleard et George créent ensemble la série de timbres du Canada à l'effigie du roi Édouard VII, utilisée de 1903 à 1912,.
En 1906, il s'occupe d'accomplir les actes nécessaires pour que la Philatelic Society, London obtienne le préfixe de « royale ». Royal Philatelic Society London, dont George est le président depuis 1896.
Après l'avènement de George V en 1910, Tilleard est institué « philatéliste auprès du roi » (Philatelist to the King) avec un salaire de 750 livres par an. L'année suivante, il est fait Membre de l'Ordre royal de Victoria (MVO) pour services rendus au roi et à la philatélie.
Dans l'histoire de la Collection philatélique royale, Tilleard est celui qui aida George V à en faire la plus complète collection de timbres du Royaume-Uni et du Commonwealth au monde. Cependant, à sa mort, l'arrangement de la collection reste à faire, ce à quoi s'attèle son successeur Edward Denny Bacon.
En hommage à Tilleard, la Royal Philatelic Society London crée la Médaille Tilleard remise à partir de 1920 à un (ou deux en association) membres de la société pour la meilleure présentation philatélique.

### Sources de l'article
- Nicholas Courtney, The Queen's Stamps. The Authorised History of the Royal Philatelic Collection, éd. Methuen, 2004,  (ISBN 0413772284).